# Mala Vilșanka, Obuhiv
Mala Vilșanka (în ucraineană Мала Вільшанка) este localitatea de reședință a comunei Mala Vilșanka din raionul Obuhiv, regiunea Kiev, Ucraina.

## Demografie
Componența lingvistică a localității Mala Vilșanka
     Ucraineană (99,21%)
     Alte limbi (0,63%)
Conform recensământului din 2001, majoritatea populației localității Mala Vilșanka era vorbitoare de ucraineană (99,21%), existând în minoritate și vorbitori de alte limbi.